# Sabbio Bergamasco
Sabbio Bergamasco [ˈsabːjo beɾɡaˈmasko] (Sabe [ˈsabɛ] in dialetto bergamasco) è un quartiere del comune di Dalmine, posto ad est della strada provinciale ex SS 525 del Brembo e al di sotto di Guzzanica. Fino al 1927 è stato un comune autonomo.

## Origini del nome
Sono diversi i nomi contenuti in documenti anteriori all'anno 1000 d.C.: Saby, Sabby, Sabio, Sabie, Sabulum e Sabiano. Lo storico Mazzi li fa derivare dalla voce latina sabulum che significa sabbia, ghiaia, arena; effettivamente tale è la natura dei campi del paese. Questa tesi è inoltre condivisa da altri studiosi, tra cui l'Olivieri, nel suo Dizionario di Toponomastica Lombarda.

## Storia

### L'origine (I secolo a.C.-568)
Le origini dell'abitato di Sabbio risalgono probabilmente al I secolo a.C., quando i conquistatori romani s'insediarono sul territorio per renderlo produttivo con l'agricoltura, a distanza di circa duecento anni dalla conquista dei territori orobici. Tracce di questa colonizzazione sono ancora oggi ben evidenti nelle mappe catastali, dalle quali emerge la tipica suddivisione geometrica del territorio, dovuta alla centuriazione.
Con l'affermarsi del cristianesimo quale religione ufficiale dell'Impero romano nel 380, s'impose una nuova struttura amministrativa: la plebania, retta da un parroco. Sabbio confluì dunque nella Plebania di Pontirolo.

### Nel Medioevo (568-1428)
Durante il Regno longobardo (568-774) Sabbio fece parte del Ducato di Bergamo; successivamente, a seguito della conquista da parte di Carlo Magno, re dei Franchi, entrò a far parte della Contea di Bergamo.
Del 954 è il primo documento scritto in cui appare il nome di Sabbio: si tratta di una pergamena, oggi conservata negli archivi della Biblioteca civica Angelo Mai di Bergamo, nella quale Olderico, vescovo di Bergamo, dona alla chiesa di S. Alessandro in Bergamo un massaricio con case, terreni coltivati ed incolti e vigneti posti in vico Sabie.
Con l'arrivo del nuovo millennio, fu costruita la prima cappella, situata ai bordi del villaggio rurale e sulle cui fondamenta venne poi edificata, nel 1740, l'attuale chiesa di S. Michele Arcangelo (patrono dei Longobardi). Del 1155 è una bolla di papa Adriano IV nella quale è menzionata la chiesetta campestre: in Sabio ecc.tiam S. Michaelis.... Sempre allo stesso periodo risale la prima notizia di un castrum, probabilmente una cascina fortificata, che si suppone sorgesse nell'area centrale del quartiere, dove oggi si trova il cortile Stal di Ere ("Cortile delle Aie"), a ridosso del monumento ai Caduti. A sostegno di questa ipotesi sono i mappali settecenteschi e napoleonici, nei quali la titolazione dei terreni tutt'intorno non lascia adito a dubbi: Orto del castello, castello, castelletto….
Nel 1300 la piccola comunità sabbiese era tutta raccolta nei cortili ubicati lungo via Maggiore. La popolazione, circa 150 persone, suddivise in almeno 12 famiglie, sostenendo l'onere del tributo annuale al Comune di Bergamo, acquisì il titolo di "comune rurale", con conseguente autonomia amministrativa. Come previsto dagli Statuti di Bergamo del 1263, il Comun de Sabio si unì amministrativamente a Stezzano, Guzzanica e Grumello del Piano.
Su ordinanza del podestà di Bergamo, nel 1392 vennero redatti i confini del comune sabbiese: il territorio era parte della grande proprietà terriera di Baldino Suardi, il più importante tra i capi-fazione ghibellini bergamaschi.

### Nella Serenissima Repubblica di Venezia (1428-1797)
Nel 1428 Sabbio passò dal Ducato di Milano alla Repubblica di Venezia; il paese ricadeva nella Quadra di Mezzo, una delle 14 divisioni amministrative del Territorio di Bergamo, che andava da Sedrina alla Bassa, al confine col cremonese, circondando il capoluogo orobico.
Del 1447 è la prima attestazione dell'unificazione dei comuni di Sabbio e Dalmine, con il Liber exstimi Pergamensis che registra il comune di Adalmine et Sabio; a conferma di questa unione è anche la relazione, del 1596, del capitano veneto Giovanni Da Lezze, che riporta la dicitura Sabbio con Dalmine. Da questa stessa relazione emerge uno spaccato della società del tempo: una popolazione di circa 216 abitanti, principalmente dedita all'agricoltura e all'allevamento di bachi da seta.
Nonostante fosse situata in territorio bergamasco, Sabbio rimase sotto l'arcidiocesi di Milano fino al 1787, ospitando le visite pastorali degli arcivescovi milanesi: il 27 settembre 1566 il paese accolse, così, la visita di san Carlo Borromeo. Nel 1598 il cardinale Federico Borromeo soppresse la Plebania di Pontirolo e la sostituì con quella di Verdello, recandosi successivamente lui stesso in visita pastorale nel giugno del 1614.
Nel 1630 Sabbio venne duramente colpita dalla "peste manzoniana" che decimò la popolazione e la ridusse a sole 95 unità. I morti del contagio vennero sepolti in un "foppone" situato nei campi ad est dell'abitato, verso Stezzano; in questo luogo fu poi edificata una chiesetta, detta appunto "dei mortini", in testimonianza della calamità.
Nel 1740 iniziarono i lavori per la realizzazione di una nuova chiesa, sempre dedicata a san Michele arcangelo, che andò ad inglobare la chiesa rurale esistente. I lavori furono terminati nel 1754. Sul campanile della chiesa venne apposta, nel 1770, una scultura di Anton Maria Pirovano, raffigurante il Leone di San Marco e uno tra gli ultimi simboli originali in tutta la provincia che testimoniano il periodo del governo veneto.

### L'occupazione francese (1797-1814)
Il dominio veneto terminò nel 1797, a seguito della campagna d'Italia del generale Napoleone Bonaparte. Sabbio entrò così a far parte della Repubblica Bergamasca, dal marzo all'ottobre 1797, successivamente assorbita, come Dipartimento del Serio, nella Repubblica Cisalpina, dal 1797 al 1802, e nella Repubblica Italiana, dal 1802 al 1805. Con l'incoronazione di Napoleone a Imperatore dei Francesi, nel 1804, e Re d'Italia, nel 1805, la repubblica mutò nome in Regno d'Italia, nome che mantenne fino alla Restaurazione.
A seguito dell'editto Della Polizia Medica del 1806, estensione al Regno d'Italia del francese Editto di Saint Cloud, Sabbio dovette realizzare un nuovo cimitero da porsi all'esterno del centro abitato; tuttora visibile, si trova ad ovest, a fianco del cavalcavia dell'Autostrada A4.

### L'occupazione austriaca (1814-1859)
Con la sconfitta di Napoleone, Sabbio divenne parte, nel 1814, del Regno Lombardo-Veneto, stato dipendente dall'Impero austriaco.
Nel 1843 furono redatte le mappe del Catasto Teresiano, voluto il secolo precedente dall'imperatrice Maria Teresa d'Austria, che contenevano i primi registri delle abitazioni, dei terreni e dei loro proprietari. Da questi registri si evince che il 70% circa dei terreni di Sabbio con Dalmine apparteneva a soli quattro privati, tra cui la nobile famiglia Camozzi.

### Il Risorgimento e l'Unità d'Italia (1859-1900)
Nel 1859 giunse a termine la seconda guerra d'indipendenza italiana che comportò il passaggio della quasi totalità della Lombardia al Regno di Sardegna. Il 23 ottobre dello stesso anno il comune di Sabbio, allora abitato da 390 persone, fu affidato alla guida di un Consiglio di 15 membri e di una Giunta di 2 membri; il comune faceva parte del Mandamento IV di Verdello, Circondario di Treviglio, Provincia di Bergamo.
Il 17 marzo 1861 fu proclamato il Regno d'Italia e due anni più tardi, nel 1863, il comune di Sabbio assunse ufficialmente il nome di Sabbio Bergamasco, mantenuto tale fino al 1927.
Primo sindaco del comune nell'Italia unita fu Licurgo Spinetti, amministratore delle proprietà dei Camozzi, mentre la sede comunale fu posta nell'immobile dove oggi si trova l'istituto professionale Enaip, di fronte alla chiesa di S. Michele Arcangelo.
Il 1º novembre 1896 l'amministrazione comunale onorò l'illustre patriota Gabriele Camozzi, ponendo sulla sua casa in Dalmine, divenuta successivamente sede comunale, una lapide commemorativa dell'impegno profuso a favore del Risorgimento.

### Il Novecento (1900-2000)
Nel 1907 il conte Gualtiero Danieli, esperto in diritto commerciale internazionale, deputato al Regio Parlamento, consigliere comunale di Sabbio e Mariano e sposato con la figlia di Gabriele Camozzi, convinse la ditta tedesca Mannesmann ad insediarsi a Sabbio, vendendo loro i terreni di famiglia ed aiutandoli a realizzare tutte le infrastrutture necessarie. Gli Stabilimenti Mannesmann-Dalmine divennero operativi l'anno successivo, richiamando sul territorio nuova forza lavoro specializzata.
Sabbio cominciò così a mutare da piccolo borgo rurale a cittadina operaia, con l'apertura di nuove attività commerciali, scuole, condomini, la ferrovia privata dell'azienda per Verdello e l'autostrada Milano-Bergamo.
Al 1921 Sabbio contava 767 abitanti ed era ormai interconnessa con Dalmine. Nel 1927, su richiesta del podestà Ciro Prearo e con la firma del regio decreto del 7 luglio 1927, i tre comuni di Sabbio Bergamasco, Mariano al Brembo e Sforzatica furono fusi in solo comune che prese il nome di Dalmine e alla cui guida fu posto lo stesso Prearo, uomo di fiducia sia del governo fascista, sia dell'azienda.
Durante l'occupazione nazi-fascista, nel corso della seconda guerra mondiale, gli stabilimenti Dalmine, che producevano materiale bellico, furono bombardati dagli anglo-americani il 6 luglio 1944: una tragedia che costò la vita a 278 persone, di cui 4 sabbiesi.
Conclusosi il conflitto nel 1945, Sabbio ricevette la visita del futuro santo papa Giovanni XXIII.
Il 24 luglio 1956 venne inaugurato il nuovo stabilimento della Dalmine per la produzione di bombole ed applicazioni speciali, contribuendo ad accelerare la crescita demografica del piccolo quartiere, con gli abitanti che crebbero a 800.
Nel 1959 venne posta la prima pietra della nuova chiesa parrocchiale, dedicata al SS. Redentore e consacrata il 24 aprile 1963 dal vescovo di Bergamo Giuseppe Piazzi.
L'espansione del quartiere riprese all'inizio degli anni '90 verso sud-est, con la realizzazione delle nuove zone residenziali note come "Sabbio 2" e "Sabbio 3"; gli abitanti arrivarono a circa 2.000.

### Il Nuovo Millennio (2000-…)
Nel 2001 gli abitanti hanno superato le 2.400 unità.
Gli Stabilimenti Dalmine, a lungo appartenuti all'IRI, sono stati acquistati dal gruppo Techint, di proprietà della famiglia italo-argentina Rocca; nel 2002 cambiano nome in Tenaris-Dalmine.

## Società

### Evoluzione demografica
- 150 abitanti nel 1300.
- 216 abitanti nel 1596.
- 95 abitanti nel 1630.
- 390 abitanti nel 1859.

Abitanti censiti

### Etnie e minoranze straniere
I cittadini stranieri residenti a Sabbio al 31 dicembre 2013 sono 337.

## Amministrazione
| Periodo          | Periodo          | Primo cittadino   | Partito | Carica                  | Note |
| ---------------- | ---------------- | ----------------- | ------- | ----------------------- | ---- |
| Gennaio 1860     | 13 novembre 1863 | Licurgo Spinetti  |         | Sindaco                 |      |
| 13 novembre 1863 | 26 maggio 1871   | Giovanni Marini   |         | Sindaco                 |      |
| 26 maggio 1871   | 7 dicembre 1873  | Giovanni Lodetti  |         | f.f. Sindaco            |      |
| 7 dicembre 1873  | 18 agosto 1875   | Ceresoli Azzaria  |         | Sindaco                 |      |
| 18 agosto 1875   | 19 maggio 1878   | Giovanni Lodetti  |         | Sindaco                 |      |
| 19 maggio 1878   | 10 aprile 1871   | Giuseppe Ceresoli |         | Sindaco                 |      |
| 10 aprile 1881   | 3 marzo 1883     | Rodolfo Belcredi  |         | Sindaco                 |      |
| 3 marzo 1883     | 12 luglio 1884   | Giovanni Lodetti  |         | f.f. Sindaco            |      |
| 12 luglio 1884   | 23 novembre 1902 | Giovanni Lodetti  |         | Sindaco                 |      |
| 23 novembre 1902 | 6 ottobre 1914   | Eletto Ratti      |         | Sindaco                 |      |
| 6 ottobre 1914   | 22 ottobre 1920  | Eletto Ratti      |         | Sindaco                 |      |
| 22 ottobre 1920  | 30 dicembre 1925 | Eletto Ratti      |         | Sindaco                 |      |
| 30 dicembre 1925 | 14 maggio 1926   | Italo Rubbi       |         | Commissario prefettizio |      |
| 14 maggio 1926   | 11 ottobre 1926  | Ciro Prearo       |         | Podestà                 |      |
| 11 ottobre 1926  | 7 luglio 1927    | Alfredo Lodetti   |         | Vice Podestà            |      |